# بذل الكبيرة
بذل الكبيرة مغنية من المقربات لعبد الله بن العباس الربيعي، وكان يأخذ بنصحها ويستمع لكلامها. فقالت له ذات مرة: قد بلغني أنك عشقت جارية يقال لها: عساليج، فاعرضها علي، فإما أن عذرتك، وإما أن عذلتك. فوجه إليها فحضرت، وقال لبذل: هذه هي ياستي فانظري واسمعي، ثم مرني ما شئت اطعك، فأفبلت عليه عساليج، وقالت: يا عبد الله، أتشاور فـي؟ فوالله ما شاورت فيـك لـما صاحبتـك. فصاحت بذل وقـالت: إيه، احسنت والله يـا صبية، ولو لـم تحسني شيئا ولا كانت فيـك حصلة تحمد، لوجب أن تعشقي لهذه الكلمة، ثم قـالت لعبد الله: احتفظ بصاحبتك.